# إلكترا (شخصية)
إلكترا هي شخصية خيالية في مارفل كومكس من ابتكار فرانك ميلر،ظهرت لأول مرة في يناير 1981.